# Liste der Kardinalskreierungen des Gegenpapstes Benedikt XIII.
Der Gegenpapst Benedikt XIII. kreierte im Verlauf seines Pontifikats folgende Kardinäle:

## 24. Dezember 1395
- Pierre Blavi, Verwandter Urbans V., Referendar des Papstes, Kardinaldiakon von Santi Angeli († 1409)

## 22. September 1397
- Fernando Pérez Calvillo, Bischof von Tarragona († 1404)
- Jofré de Boïl, Referendar des Papstes († 1400).
- Pedro Serra, Bischof von Catania († 1404).

## 21. Dezember 1397
- Berenguer de Anglesola, Bischof von Girona († 1408)
- Bonifacio Ammanati, Apostolischer Notar († 1399)
- Ludwig von Bar, Verwandter von Karl VI. und Bischof von Langres († 1430).

## 9. Mai 1407
- Miguel de Zalba, gewählter Bischof von Pamplona († 1406)
- Antoine de Challant, Kanzler von Savoyen († 1418)

## 22. September 1408
- Pierre Ravat, C.R.S.A., Erzbischof von Toulouse († 1417)
- Jean d’Armagnac, Erzbischof von Auch († 1408)
- Juan Martínez de Murillo, O.Cis, Abt von Montearagón († 1420)
- Carlos Jordán de Urriès y Pérez Salanova († 1420)
- Alfonso Carrillo de Albornoz, Administrator von Osma († 1434)

## 14. Dezember 1412
- Pedro da Fonseca († 1422)

## 22. Mai 1423
- Julián Lobera y Valtierra, Administrator von Tarragona († 1435)
- Ximeno Daha, Auditor der päpstlichen Kammer († um 1431)
- Dominique de Bonnefoy, O.Cart., Prior der Cartoixa de Santa María de Montalegre in Tiana
- Jean Carrier, Kaplan des Grafen Jean d’Armagnac, Archidiakon von Rodez († 1437)

Benedikt XIII. ernannte diese vier Kardinäle einen Tag vor seinem Tod, um seine Nachfolge zu sichern, nachdem alle anderen Kardinäle verstorben waren oder ihn verlassen hatten. 

## Weitere Kardinäle?
Nach Chacón, Cristofori und Gams ernannte Benedikt XIII. eine Reihe von weiteren Kardinälen, deren Existenz oder Ernennung aber nicht belegt sind, bzw. bei denen Verwechslungen mit anderen Kardinälen vorliegen.